# Liste von Küchengeräten

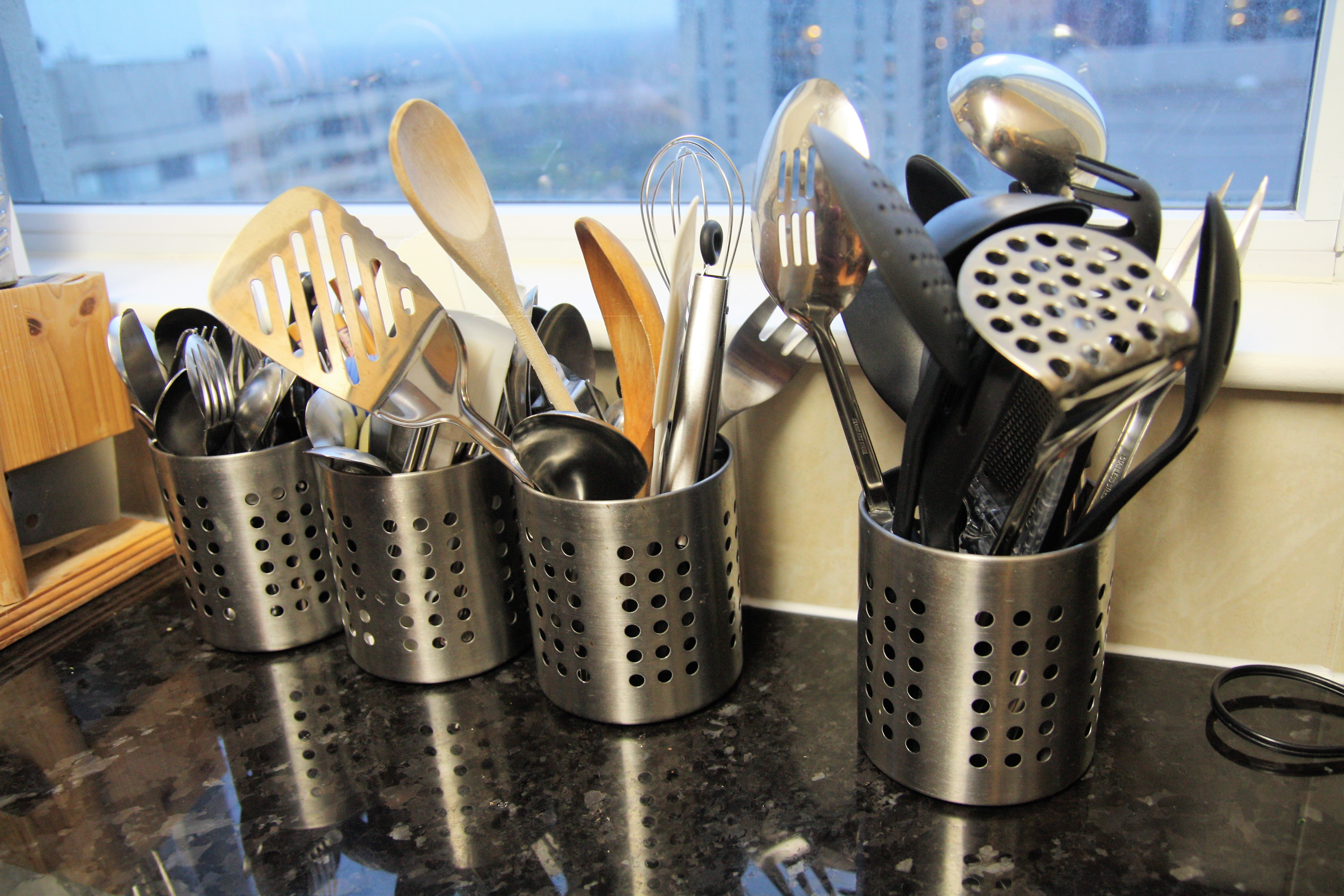
Moderne Küchengeräte: Küchen-Handwerkzeuge aus Metall, Holz und hitzebeständigem Kunststoff

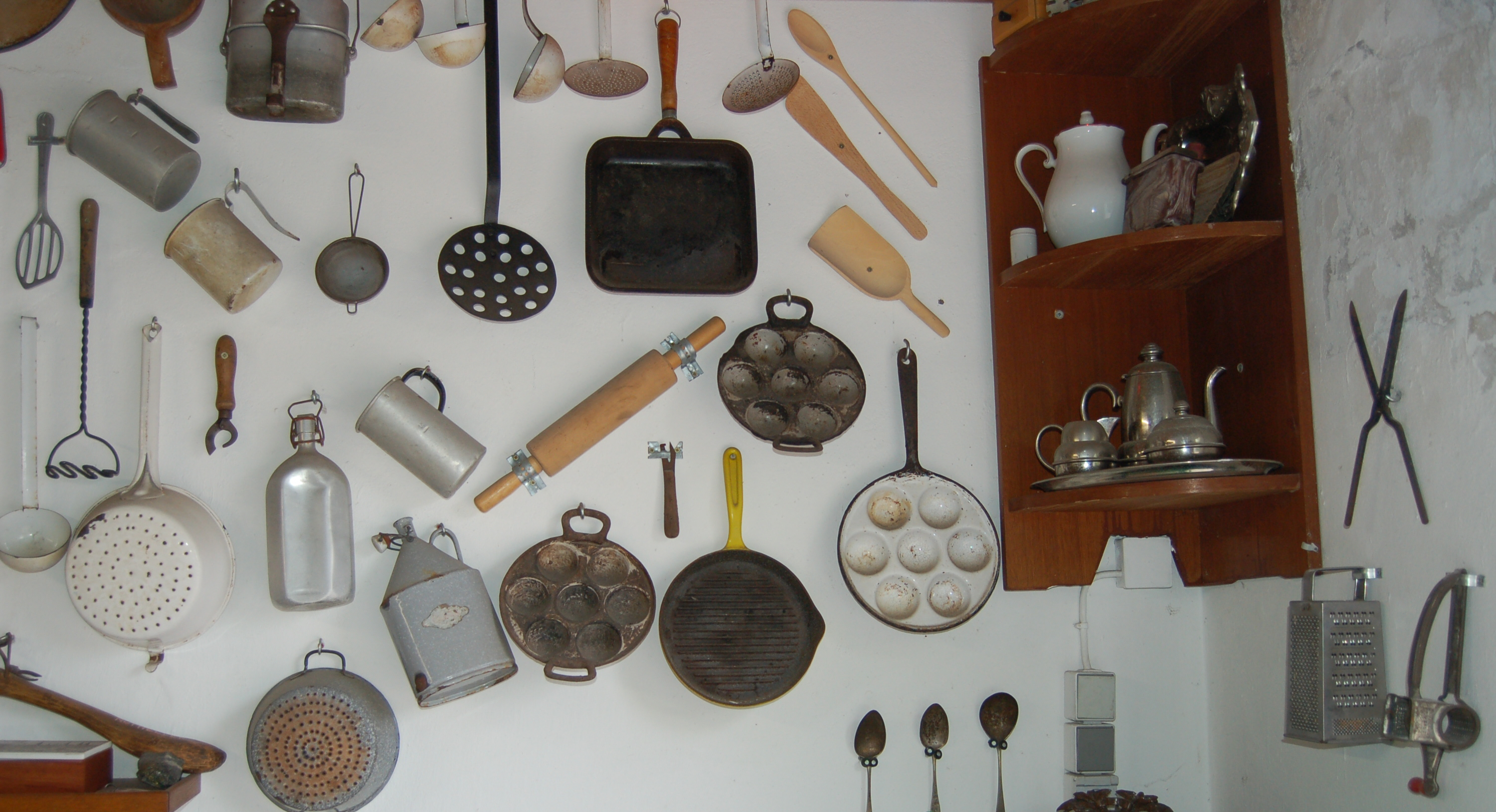
Historische Küchengeräte in einem Heimatmuseum

Die Liste der Küchengeräte enthält Gerätschaften und Werkzeuge, die in einer Küche normalerweise anzutreffen und auch sinnvoll sind. Alle Geräte werden hier nach Oberbegriff oder Funktionen aufgeführt.

## Töpfe,  Kessel
- Bain-Marie – Wasserbad-Topf
- Bräter
- Dämpfeinsatz
- Dampf- oder Schnellkochtopf
- Dampfgarer
- Einkochtopf
- Fischtopf
- Grapen, historisches Kochgeschirr
- Kasserolle
- Kokotte, feuerfester Schmortopf zum Backen und Braten
- Römertopf
- Simmertopf (auch Pfeiftopf)
- Spargeltopf
- Tajine
- Wasserkessel
- Wasserschiff

## Pfannen
- Crêpespfanne
- Paellera
- Wok
- Sauteuse

## Kannen
- Espressokanne
- Kaffeekanne
- Pressstempelkanne oder French Press (zur Kaffeezubereitung)
- Teekanne
- Thermoskanne
- Fetttrennkanne

## Behälter, Schalen
- Frischhaltedose
- Gärkorb
- Gastronorm-Behälter
- Gewürz-Ei
- Kaffeefilterhalter
- Knoblauchtopf, siehe Zwiebeltopf
- Rührschüssel, siehe Schüssel
- Sekko – eine Art Universalküchenbehälter
- Tee-Ei
- Zwiebeltopf

## Formen und Bleche
- Ausstechförmchen
- Buttermodel
- Eiswürfelform
- Kastenform
- Muffins-Backform
- Madeleines-Backform
- Napfkuchenform
- Pizzablech
- Quicheform
- Springform
- Savarinform
- Tartelettform
- Auflaufform

## Handwerkzeuge
- Backpinsel
- Eisportionierer
- Fischentschupper
- Fleischgabel
- Fleischklopfer zum Plattieren (auch Plattiereisen oder Fleischhammer)
- Garnierhilfe
- Gemüsebürste
- Grillzange auch Bratwurst- oder Servierzange
- Kochlöffel
- Kochmesser
- Küchenmesser
- Küchenpinzette
- Nudelholz oder Teigrolle
- Palette (eine Art Spachtel oder Schaber)
- Pfannenwender oder Backschaufel, Küchenfreund
- Quirl
- Schaumkelle oder Schaumlöffel, Drahtlöffel
- Schneebesen
- Schöpfkelle
- Spaghettiheber
- Spaghettizange
- Teigschaber oder Backhorn oder Schlesinger
- Tortenheber
- Schneidbrett
- Salatschleuder
- Spritzbeutel oder Dressiersack
- Spritze
- Trichter
- Küchensieb, siehe Sieb
- Durchschlag (Sieb) oder Abtropfsieb oder Seiher

## Messer
- Ausbeinmesser
- Barmesser
- Brotmesser, siehe Küchenmesser
- Buttermesser, siehe Küchenmesser
- Filetiermesser
- Fischmesser, siehe Küchenmesser
- Hackbeil, siehe Beil
- Hackmesser, siehe Küchenmesser
- Japanische Messer (Hōchō)
  - Nakiri bōchō (Gemüsemesser)
  - Tako hiki, Sashimi bōchō oder Yanagi-ba (Tranchiermesser für dünne Scheiben)
  - Deba (für Fisch, Huhn und Rind)
  - Santoku (Allzweckküchenmesser)
  - Udon kiri (Herstellung von Soba- und Udon-Nudeln)
  - Unagisaki hōchō (zum Filetieren von Aalen)
- Käsemesser, siehe Küchenmesser
- Kochmesser, siehe Küchenmesser
- Konditormesser
- Küchenmesser, siehe Küchenmesser
- Officemesser, siehe Küchenmesser
- Raclettemesser
- Schälmesser oder Tourniermesser
- Schinkenmesser, auch Räucherlachsmesser
- Tranchierbesteck (Servierbesteck)
  - Tranchiergabel und Tranchiermesser
- Wetzstahl
- Schleifstein
- Abziehstein
- Belgischer Brocken
- Japanischer Wasserstein
- Messerschärfer, für manuelle Betätigung oder als Elektrokleingerät

## Spezialmesser
- Austernmesser
- Buntmesser
- Grapefruitmesser
- Kanneliermesser
- Parmesanmesser
- Wiegemesser
- Schere
  - Haushaltsschere
  - Küchenschere
  - Geflügelschere
  - Fischschere

## Schneidwerkzeuge
- Gemüseschäler, Kartoffelschäler, Spargelschäler, Karottenschäler, siehe Sparschäler
- Streifenschäler
  - Apfelsinenschäler
  - Julienneschneider
  - Zestenreißer
  - Spiralschneider
- Klingen
  - Ananasausstecher
  - Apfelentkerner
  - Apfelteiler
  - Bohnenschneider
  - Käsehobel
  - Schokoladenhobel
  - Pizzaschneider
  - Pommes-frites-Schneider (auch Gemüse-Stiftler)
- Andere
  - Ananasschneider
  - Eierschneider
  - Fischschupper

- - Avocado-Schneider
  - Gemüseschneider
  - Gemüsehobel (Mandoline)
  - Grätenzange
  - Entsteiner, zum Beispiel Kirschentkerner#
  - Kugelausstecher
  - Kiwi-Schneider
  - Küchenschere
  - Strunkschneider

## Spieße, Klammern
- - Backkartoffelspieß
  - Holzspieß
  - Metallspieß
  - Pellkartoffelspieß
  - Rouladenklammern
  - Rouladennadeln
  - Maiskolbenspieß

## Mühlen und Reiben
- Getreidemühle
- Gewürzmühle
- Gemüsemühle
- Kaffeemühle
- Kräutermühle
- Küchenreibe (Kartoffelreibe, Muskatreibe, Parmesanreibe, Trüffelreibe, Ingwerreibe)
- Minna (handbetriebene Küchenmaschine) auch mit Saftpresse
- Nussmühle
- Pfeffermühle
- Trommelreibe

## Stampfen und Zerkleinern
- Eiscrusher
- Entenpresse
- Fleischhammer
- Fleischklopfer
- Fleischwolf
- Getreidequetsche
- Kartoffelstampfer
- Kartoffelpresse
- Kloßpresse
- Knoblauchpresse
- Mörser
- Passierwiege
- Flotte Lotte (Passiermaschine)
- Semmelreibe
- Spätzlepresse
- Tomatenpresse
- Zitronenpresse
- Zitronenstampfer
- Zwiebelhacker oder Zyliss

## Öffnen
- Champagnersäbel
- Dosenöffner
- Dosenstecher
- Eierstecher
- Kapselheber oder Flaschenöffner
- Kellnermesser – ein Multifunktionswerkzeug mit Korkenzieher
- Korkenzieher
- Nussknacker
- Portweinzange
- Universalöffner

## Messgeräte
- Backofenthermometer
- Bratenthermometer
- Einkochthermometer (siehe Einkochtopf)
- Küchenwaage, siehe Waage
- Messbecher
- Kurzzeitwecker oder Küchenwecker oder Eieruhr
- Weinthermometer
- Zuckerwaage
- Zuckerthermometer
- Spaghettimaß
- Eisportionierer
- Kaffeelot (Kaffeemaß)

## Trennen
- Eiertrenner
- Haarsieb
- Kaffeefilter
- Passiertuch
- Presssack
- Schaumlöffel, auch Kloßkelle bzw. Kloßlöffel
- Sieb

## Mischen
- Quirl, ein Werkzeug zum Mischen oder Zerkleinern von Speisen
- Mixgeräte mit einem rotierenden Messer: Standmixer, Pürierstab (Stabmixer)
- Rührgeräte mit u. a. Knethaken und Rührbesen: Handrührgerät (Handmixer), Standrührgerät (als Haushaltsgerät heute meistens zur Küchenmaschine weiterentwickelt)
- Teigknetmaschinen vornehmlich für das gewerbliche Backwesen und Großküchen
- Cocktail-Shaker, ein Barwerkzeug zur Herstellung von Cocktails

## Wärmegeräte
- Bain-Marie (Wasserbad)
- Bierwärmer
- Dampfgarer
- Eierkocher
- Elektrogrill
- Elektroherd
- Espressomaschine
- Fritteuse
- Gasherd
- Geschirrwärmer
- Glaskeramik- oder Ceran-Kochfeld
- Gourmet-Thermalisierer
- Halogen-Kochfeld
- Hand-Gasbrenner
- Heißluftdämpfer
- Induktionskochfeld
- Kaffeemaschine
- Kochherd, Kochmaschine (historisch)
- Joghurtgerät
- Mikrowellenherd
- Ofen, Kochofen (historisch)
- Racletteofen
- Rechaud oder Warmhalteplatte
- Reiskocher
- Salamander (Küchengerät)
- Sandwichtoaster
- Solarkocher
- Stövchen (Kannen- oder Tassenwärmer)
- Tauchsieder
- Teemaschine
- Teppan
- Toaster
- Waffeleisen
- Wasserkocher

## Kühlgeräte
- Abkühlgitter
- Gefriertruhe
- Kühlschrank
- Schockkühler
- Eismaschine

## Geschirrreinigung
- Geschirrspülmaschine
- Spülbürste
- Topfkratzer

## Elektrische Küchenkleingeräte
- Schneidemaschine
  - Aufschnittmaschine
  - Brotschneidemaschine, auch Brotmaschine, insbesondere früher auch mit Handkurbel betrieben
- Entsafter (Fruchtsaftzentrifuge, Saftpresse)
- Vakuumiergerät Folienschweißgerät (Gefrierbeutelverschließer)
- Handrührgerät (Handmixer)
- Fleischwolf
- Küchenmaschine
- Nudelmaschine
- Messerschärfer als Elektrokleingerät
- Milchaufschäumer
- Pürierstab (Stabmixer, Zauberstab, Beamer)
- Standmixer (Blender)
- Schnellzerkleinerer (Multiboy), (Moulinette)

## Küchentextilien
- Geschirrtuch
- Schürze
- Topflappen
- Topfhandschuh
- Scheuer-, Spül-, Wischlappen

## Historische Küchengeräte
- Bratröste
- Kaffeeröster
- Kesselhaken (Hal)
- Topfheber

## Sonstiges (unsortiert)
- Dunstabzugshaube
- Egg Coddler
- Eierstecher
- Entsteiner
- Mbusi, Kokosnuss-Ausraspler
- Milchwächter
- Untersetzer
- Thermomix